# Jankov, Pelhřimov
Jankov là một làng thuộc huyện Pelhřimov, vùng Vysočina, Cộng hòa Séc.